# Radio de Bohr

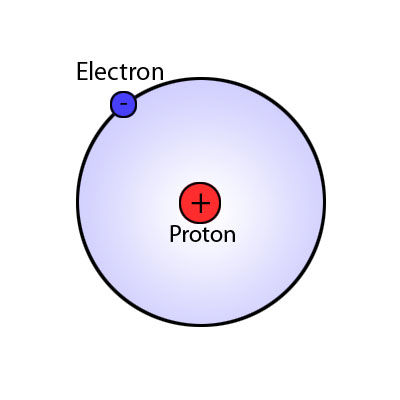
Modelo de Bohr del átomo de hidrógeno

En el modelo atómico de Bohr de la estructura del átomo, desarrollado por Niels Bohr en 1913, los electrones giran alrededor de un núcleo central. En este modelo los electrones orbitan solo a determinadas distancias del núcleo, dependiendo de su energía. En el átomo más simple, el hidrógeno, solamente orbita un electrón, siendo la órbita de menor radio o radio de Bohr, la correspondiente a la situación de menor energía. 
De acuerdo con los datos de 2006 CODATA, el radio de Bohr del hidrógeno vale  5,29177210903(80)×10−11 m (es decir, aproximadamente 52.9 pm o 0,529 angstroms). Este valor se puede obtener de la relación entre otras constantes físicas (que se obtiene cuando n = 1 en la cuarta hipótesis de los postulados de Bohr) y representa la unidad atómica de longitud:
| Símbolo                          | Nombre                          |
| -------------------------------- | ------------------------------- |
| {\displaystyle a_{0}}            | Radio de Bohr                   |
| {\displaystyle \varepsilon _{0}} | Permitividad del vacío          |
| {\displaystyle \hbar }           | Constante de Planck reducida    |
| {\displaystyle m_{\mathrm {e} }} | Masa del electrón en reposo     |
| {\displaystyle e}                | Carga elemental                 |
| {\displaystyle c}                | Velocidad de la luz en el vacío |
| {\displaystyle \alpha }          | Constante de estructura fina    |

## Historia
En el modelo de Bohr para la estructura atómica, presentado por Niels Bohr en 1913, los electrones orbitan un núcleo central bajo atracción electrostática. La derivación original postulaba que los electrones tienen un momento angular orbital en múltiplos enteros de la constante de Planck reducida, que coincidió con éxito con la observación de niveles de energía discretos en los espectros de emisión, junto con la predicción de un radio fijo para cada uno de estos niveles. En el átomo más simple, el hidrógeno, un solo electrón orbita el núcleo, y su órbita más pequeña posible, con la energía más baja, tiene un radio orbital casi igual al radio de Bohr. (No es exactamente el radio de Bohr debido al efecto de masa reducido. Se diferencian en aproximadamente un 0,05%).
El modelo de Bohr del átomo fue reemplazado por una nube de probabilidad de electrones que obedecía a la ecuación de Schrodinger, que se complica aún más por los efectos de vacío cuántico y de espín para producir una estructura fina y una estructura hiperfina. Sin embargo, la fórmula del radio de Bohr sigue siendo fundamental en los cálculos de la física atómica, debido a su relación simple con las constantes fundamentales (por eso se define utilizando la masa verdadera del electrón en lugar de la masa reducida, como se mencionó anteriormente). Como tal, se convirtió en la unidad de longitud en unidades atómicas.

## Unidades relacionadas
El radio de Bohr del electrón es uno de un trío de unidades de longitud relacionadas, las otras dos son la longitud de onda de Compton del electrón, {\displaystyle \lambda _{\mathrm {e} }} y el radio clásico del electrón {\displaystyle r_{\mathrm {e} }}. El radio de Bohr se construye a partir de la masa del electrón {\displaystyle m_{\mathrm {e} }}, constante de Planck {\displaystyle \hbar } y la carga de electrones {\displaystyle e}. La longitud de onda de Compton se construye a partir de {\displaystyle m_{\mathrm {e} }}, {\displaystyle \hbar } y la velocidad de la luz {\displaystyle c}. El radio clásico del electrón se construye a partir de {\displaystyle m_{\mathrm {e} }}, {\displaystyle c} y {\displaystyle e}. Cualquiera de estas tres longitudes se puede escribir en términos de cualquier otra usando la constante de estructura fina {\displaystyle \alpha }:
{\displaystyle r_{\mathrm {e} }=\alpha {\frac {\lambda _{\mathrm {e} }}{2\pi }}=\alpha ^{2}a_{0}.}
El radio de Bohr es aproximadamente 19.000 veces más grande que el radio clásico de los electrones (es decir, la escala común de átomos es angstrom, mientras que la escala de partículas es femtómetro). La longitud de onda de Compton del electrón es aproximadamente 20 veces más pequeña que el radio de Bohr, y el radio clásico del electrón es aproximadamente 1000 veces más pequeño que la longitud de onda de Compton del electrón.

## Uso
Una diferencia importante es que el radio de Bohr, da el radio con la densidad de máxima probabilidad radial, no su esperada distancia radial. La distancia radial esperada es 1,5 veces del radio de Bohr, como resultado de su larga cola de la función de onda radial. Otra diferencia importante es que en el espacio tridimensional, la densidad de máxima probabilidad ocurre en la ubicación del núcleo y no en el radio de Bohr, donde la densidad de probabilidad radial alcanza su pico en el radio de Bohr, ejemplo ploteando la distribución de probabilidad en su dependencia radial.

## Átomo de hidrógeno y sistemas similares
El radio de Bohr, incluido el efecto de masa reducida en el átomo de hidrógeno, viene dado por
{\displaystyle \ a_{0}^{*}\ ={\frac {m_{\text{e}}}{\mu }}a_{0},}
donde {\displaystyle \mu ={\frac {m_{e}m_{p}}{m_{e}+m_{p}}}} es la masa reducida del sistema electrón-protón (con {\displaystyle m_{p}} siendo la masa del protón). El uso de masa reducida es una generalización del problema clásico de dos cuerpos cuando estamos fuera de la aproximación de que la masa del cuerpo en órbita es despreciable en comparación con la masa del cuerpo en órbita. Dado que la masa reducida del sistema electrón-protón es un poco más pequeña que la masa del electrón, el radio de Bohr "reducido" es ligeramente mayor que el radio de Bohr ({\displaystyle a_{0}^{*}\approx 1.00054\,a_{0}\approx 5.2946541\times 10^{-11}} metros).
Este resultado se puede generalizar a otros sistemas, como el positronio (un electrón que orbita un positrón) y el muonio (un electrón que orbita un antimuón) utilizando la masa reducida del sistema y considerando el posible cambio de carga. Por lo general, las relaciones del modelo de Bohr (radio, energía, etc.) se pueden modificar fácilmente para estos sistemas exóticos (hasta el orden más bajo) simplemente reemplazando la masa del electrón con la masa reducida para el sistema (así como ajustando la carga cuando sea apropiado). Por ejemplo, el radio de positronio es aproximadamente {\displaystyle 2\,a_{0}}, dado que la masa reducida del sistema de positronio es la mitad de la masa del electrón ({\displaystyle \mu _{{\text{e}}^{-},{\text{e}}^{+}}=m_{\text{e}}/2}).
Un átomo similar al hidrógeno tendrá un radio de Bohr que se escala principalmente como {\displaystyle r_{Z}=a_{0}/Z}, con {\displaystyle Z} tEl número de protones en el núcleo. Mientras tanto, la masa reducida ({\displaystyle \mu }) solo se vuelve mejor aproximado por {\displaystyle m_{\text{e}}} en el límite del aumento de la masa nuclear. Estos resultados se resumen en la ecuación
{\displaystyle r_{Z,\mu }\ ={\frac {m_{e}}{\mu }}{\frac {a_{0}}{Z}}.}
A continuación se proporciona una tabla de relaciones aproximadas.
| Sistema     | Radio                          |
| ----------- | ------------------------------ |
| Hidrógeno   | {\displaystyle 1.00054\,a_{0}} |
| Positronium | {\displaystyle 2a_{0}}         |
| Muonium     | {\displaystyle 1.0048\,a_{0}}  |
| He+         | {\displaystyle a_{0}/2}        |
| Li2+        | {\displaystyle a_{0}/3}        |

Dentro de la teoría de Bohr, para un núcleo y un único electrón, si este se encuentra en una órbita con número principal n, que se corresponde con un momento angular L=n·ħ, el radio de giro del electrón, calculado clásicamente es:
{\displaystyle r_{Z,n}\ ={\frac {n^{2}}{Z}}a_{0}}